# محمد كمال شبانة
مُحَمَّد كَمَال شبانة هو كاتب ومحقق مصري وأستاذ التاريخ والحضارة الإسلامية. ألف العديد من الكتب عن التاريخ والحضارة الإسلامية، كما حقق بعض كتب لسان الدين بن الخطيب.

## حياته
ولد محمد كمال شبانة في قرية بلصفورة  بمحافظة سوهاج بمصر في 15 يناير 1926 م، وحفظ القرآن الكريم في كُتّاب القرية، ثم نذره والده للجامع الأزهر فالتحق بمعهد بلصفورة الأزهري بسوهاج، ثم التحق بمعهد أسيوط الديني. وإثر تحصله على شهادة الثانوية الأزهرية بتفوق عام 1948، التحق محمد كمال شبانة بمدرسة دار العلوم من جامعة فؤاد الأول، حيث حصل على الإجازة في العلوم العربية والدراسات الإسلامية عام 1953.
أُعير محمد كمال شبانة للمملكة المغربية في 1 أكتوبر 1957، للعمل مدرسا للتعليم الثانوي بوزارة التربية الوطنية بمكناس وطنجة وتطوان، وانتهت الإعارة في 30 سبتمبر 1963، ثم تقدم على إثر ذلك بطلب إجازة دراسية لمدة عام لاستكمال دراساته للدكتوراه بجامعة غرناطة بإسبانيا. نال درجة الدكتوراه بامتياز مع مرتبة الشرف عام 1964 من كلية الفلسفة والآداب بجامعة غرناطة، وكان عنوان الرسالة «السلطان النصري الغرناطي أبو الحجاج يوسف الأول» تحت إشراف المستشرق الإسباني الدكتور لويس سيكو دي لوثينا باريديس (بالإسبانية: Luis Seco de Lucena Paredes).
توفي محمد كمال شبانة في مساء يوم 18 فبراير 2013 م.

## مؤلفاته
- الإسلام: فكرا وحضارة[2][3]
- الأندلس: دراسة تاريخية حضارية[2][3]
- حول السيرة النبوية وآدابها[4]
- دراسة منهجية في السيرة النبوية[4]
- الدولة العربية الإسلامية: صدر الإسلام، الخلفاء الراشدون، الدولة الأموية[3]
- الدويلات الإسلامية في المغرب[1][3]
- صفة الجنة وأهلها في الكتاب والسنة[4]
- مصر الإسلامية منذ الفتح الإسلامي وحتى نهاية الدولة الفاطمية[4]
- المعالم التاريخية للاقتصاد الإسلامي[4]
- من التراث الإسلامي[4]
- المنهج الأكاديمي لتحرير البحوث والرسائل[4]
- موسوعة المدن والعواصم في العالم الاسلامي[3]
- يوسف الأول بن الأحمر سلطان غرناطة[2][3]

## الكتب التي حققها
- الإشارة إلى أدب الوزارة[2] للسان الدين بن الخطيب
- أوصاف الناس في التواريخ والصلات[2][3] للسان الدين بن الخطيب
- الزواجر والعظات[2][3] للسان الدين بن الخطيب
- السِّحْرُ والشِّعْرُ[4] للسان الدين بن الخطيب
- كناسة الدكان بعد انتقال السكان[2] للسان الدين بن الخطيب
- معيار الاختيار في ذكر المعاهد والديار[2][3] للسان الدين بن الخطيب